# Privlaka (Slavonie)
Privlaka (maďarsky Perlaka) je hustě osídlené sídlo a správní středisko stejnojmenné opčiny v Chorvatsku ve Vukovarsko-sremské župě. Nachází se u nedaleko břehu řeky Bosut, asi 4 km severozápadně od Otoku, 11 km jihozápadně od města Vinkovci a asi 20 km jihozápadně od Vukovaru. V roce 2011 zde žilo 2 954 obyvatel. Opčina zahrnuje pouze jediné samostatné sídlo, a to Privlaku samotnou.
Privlakou procházejí župní silnice Ž4172 a Ž4193.